# Базар (Коростенський район)
База́р — село в Україні, у Народицькій селищній територіальній громаді Коростенського району Житомирської області. Колишнє містечко, до 1923 року — адміністративний центр Базарської волості Овруцького повіту, 1923—59 роки — центр Базарського району, у 1923—2015 роках — центр Базарської сільської ради Народицького району. Відоме через страту тут 359 полонених вояків Армії УНР більшовицьким військом. Знаходиться в зоні обов'язкового відселення внаслідок Чорнобильської катастрофи. Чисельність населення становить 526 осіб (2001).

## Загальна інформація
Розміщується за 35 км південніше смт Народичі та 40 км від залізничної станції Малин, на річці Звіздаль. Рельєф — слабохвиляста рівнина з незначними коливаннями відносних висот. Клімат — помірноконтинентальний, вологий, з тривалим холодним літом і короткою м'якою зимою. Ґрунти, переважно, дерново-підзолисті глейові.
В селі розміщується ботанічна пам'ятка природи місцевого значення «Базарські в'язи».

## Населення
У 1798 році кількість жителів становила 535, дворів — 73, у 1858 році — 529 осіб, у 1885 році — 650 жителів та 78 дворів, 1888 рік — 1 720 чоловік та 284 двори. Відповідно до результатів перепису населення Російської імперії 1897 року, загальна кількість мешканців становила 1 976 особи, з них: православних — 1 121, юдеїв — 833, чоловіків — 985, жінок — 991.
У 1906 році нараховувалося 287 дворів та 1 739 мешканців, у 1910 році — 2 608 чоловік та 354 двори. Кількість населення, станом на 1923 рік, становила 4 288 осіб, кількість дворів — 566.
За даними перепису населення СРСР 1939 року чисельність населення становила 2 938 осіб, з них українців — 2 133, росіян — 221, німців — 22, євреїв — 443, поляків — 51, інших — 68.
Станом на 1 жовтня 1941 року в селі налічувалося 287 дворів та 1 278 мешканців, в тому числі: чоловіків — 496 та жінок — 782. Станом на 1972 рік кількість населення становила 1 667 осіб, дворів — 594.
У 1986 році проживало 1372 особи. Відповідно до результатів перепису населення 1989 року, кількість населення, станом на 12 січня 1989 року, становила 1 569 осіб.
У 1998 році кількість населення становила 406 осіб. Станом на 5 грудня 2001 року, відповідно до перепису населення України, кількість мешканців села становила 526 осіб.

### Мова
Розподіл населення за рідною мовою за даними перепису 2001 року:
| Мова       | Відсоток |
| ---------- | -------- |
| українська | 98,29 %  |
| російська  | 1,71 %   |

## Історія
Вперше згадується в документах 1613 року як містечко Київського воєводства. У 1628 році сплачено подимного з 7 димів ринкових, 14 димів вуличних та 10 городніх, належало князям Корецьким, після них — Єльцям. 9 січня 1656 року Богдан Хмельницький своїм універсалом передав Базар Київському братському монастирю. В 1678 році містечко передане Овруцькій єзуїтській колегії. За часів Гайдамаччини в Базарі та навколишніх селах діяли загони Івана Подоляки. Згадується в акті від 24 квітня 1684 року — дворянин В. Завидовський, управитель Хабенського маєтку, скаржився на козацького полковника К. Тишкевича через розорення його козаками хабенських селян. Зібрану данину козаки відправили до Базару. 25 червня 1687 року єзуїти скаржилися на козацького полковника Данила Тодоровича — козаки його полку вчинили незаконні контрибуції та побиття селян в маєтках єзуїтської колегії, в тому числі і в містечку Базар. В акті від 2 серпня 1694 року Базар згадується як село — Овруцька єзуїтська колегія скаржилася на полковника Ярему Гладкого про контрибуцію, побиття та насилля над селянами.
За люстрацією Овруцького замку 1754 року, належало овруцьким єзуїтам, сплачувало 4 злотих 21 грош до замку та 18 злотих 24 гроші — до скарбу. Після єзуїтів належало до фонду едукаційної комісії та було в посесії у Красицьких, потім — Блещинських. У 1774 році польський король надав містечку привілей на проведення щомісячних ярмарків. В 1798 році в селі були винокурня, заїзд, церква. До 1845 року — казенне містечко, перейшло у власність поміщиків Черняхівського та Отецького. 1862 року відкрилася парафіяльна школа, а, у 1889 році, на її базі відкрито двокласну школу.
В середині 19 століття — власницьке містечко Овруцького повіту, над річкою Звіздаль, південніше Овруча, недалеко міст. Ксаверів.
У 1885 році — колишнє власницьке містечко Базарської волості Овруцького повіту, за 50 верст від Овруча, на річці Звіздаль. В міст. були церковна парафія, єврейський молитовний дім, школа, 2 заїзди, водяний млин, 5 лавок, 3 ярмарки, 2 шкірзаводи.
Наприкінці 19 століття — містечко Базарської волості Овруцького повіту, над річкою Звіздаль, за 120 верст від Житомира. Поштова станція — в Овручі, за 53 версти, залізнична — в Києві, за 125 верст. Мало дерев'яну, покриту бляхою, церкву, збудовану 1783 року, за кошти парафіян, та католицьку каплицю, що належала до парафії в Народичах. Був млин, дві гарбарні, тричі на рік проходили ярмарки. Церкві Покрови Пресвятої Богородиці належало понад 41 десятину землі, до парафії входили села Рудня-Базарська (3 версти), Мар'ятин (4 версти), Сухарівка (4 версти), Рудня-Михайлівська (12 верст) та Кліщі (8 верст). На той час Юзефові Шперлінгу належало 3 575 десятин (2 710 дес. лісу), Бжозовським та Пашковським, як сукцесорам Черняхівських — 3 210 десятин (1 595 дес. лісу).
В 1906 році — містечко в складі Базарської волості (1-го стану) Овруцького повіту Волинської губернії. Відстань до повітового центру, м. Овруч, 50 верст. Найближче поштово-телеграфне відділення розташовувалось в м. Овруч.
10 листопада 1921 р., під час Листопадового рейду, через Базар проходила Подільська група (командувач Сергій Чорний) Армії Української Народної Республіки.
17 листопада 1921 в селі Малі Міньки (нині знято з обліку) поблизу Базару у ході Другого зимового походу в бою з радянськими військами (9-та Кримська кавалерійська дивізія Котовського) зазнала поразки Волинська група Армії УНР під командуванням генерал-хорунжого Юрія Тютюнника. Понад 400 повстанців загинуло, деякі, щоб не потрапити до рук більшовиків, заподіяли собі смерть, 537 опинилися в полоні. З останніх десятки поранених померли, 41 офіцера піддали подальшим допитам, решту — 359 засуджено на смертну кару. Після суду полонених перевели до Базару і розмістили в церкві. 23 листопада 1921 в Базарі більшовиками було розстріляно 359 полонених учасників походу, з яких ніхто не погодився перейти на службу до Червоної Армії. Пам'яті цих подій споруджено Меморіал пам'яті жертв більшовицького терору.
У 1923 році містечко увійшло до складу новоствореної Базарської сільської ради, котра, від 7 березня 1923 року, включена до складу новоутвореного Базарського району Коростенської округи; адміністративний центр сільради та району. 26 квітня 1924 року, відповідно до рішення Волинської ГАТК (протокол № 8/3), містечко переведене в розряд поселень міського типу.
На фронтах Другої світової війни воювали 226 селян, з них 102 загинуло, 65 відзначені орденами й медалями.
В радянські часи в селі розміщувалася центральна садиба колгоспу, за котрим було закріплено 5 467,9 га землі, в тому числі 4 096,7 га ріллі. Працював колгоспний цегельний завод, сирзавод та побутова артіль. В селі діяли відділення «Сільгосптехніки», філія райпромкомбінату, станція технічного обслуговування автомобілів, комунальне господарство, електростанція, у 1966 році збудовано нову дільничну лікарню, у 1971 році — будинок побуту. Працювали середня школа та восьмирічна школа-інтернат, будинок культури, кінотеатр, 7 магазинів та 3 їдальні.
Після ліквідації Базарського району, 21 січня 1959 року, разом із сільрадою, увійшло до складу Народицького району, від 30 грудня 1962 року — Овруцького, 7 січня 1963 року — Малинського, 8 грудня 1966 року — відновленого Народицького району Житомирської області.
Внаслідок Чорнобильської катастрофи 1986 року село увійшло до зони безумовного (обов'язкового) відселення. Частина мешканців була відселена.
6 серпня 2015 року, у рамках адміністративно-територіальної реформи, увійшло до складу новоствореної Народицької селищної територіальної громади Народицького району Житомирської області. 19 липня 2020 року, разом з громадою, включене до складу новоствореного Коростенського району Житомирської області.

## Відомі люди
- Волкодав Віктор Володимирович (нар. 1951) — кандидат сільськогосподарських наук, член-кореспондент Національної академії аграрних наук України, директор Навчально-наукового центру генетичних ресурсів, сортовивчення та сортознавства, професор.
- Закусило Петро Климентійович (1890—?) — підполковник Армії УНР.